# D. A. Pennebaker
Donn Alan Pennebaker (Evanston, Illinois, 15 de julio de 1925-Long Island, Nueva York, 1 de agosto de 2019), más conocido como D. A. Pennebaker, fue un cineasta y documentalista estadounidense considerado como uno de los fundadores del movimiento Cinéma Vérité. Las artes escénicas y la política fueron sus temas principales. En 2013, la Academia de Artes y Ciencias Cinematográficas reconoció su obra con un Óscar Honorífico a toda su carrera profesional. The Independent lo calificó como "posiblemente el cronista más destacado de la contracultura de los años sesenta".

## Biografía
Pennebaker nació en Evanston, Illinois, hijo de Lucille Levick (de soltera Deemer) y John Paul Pennebaker, fotógrafo comercial. Pennebaker sirvió en la Marina durante la Segunda Guerra Mundial. Posteriormente estudió ingeniería en Yale y trabajó como ingeniero, fundando Electronics Engineering (creadores del primer sistema informático de reservas de aerolíneas) antes de comenzar su carrera cinematográfica.

## Trayectoria
Fuertemente influenciado por el cineasta Francis Thompson, dirigió su primera película Daybreak Express en 1953, poco más de cinco minutos con música de Duke Ellington e imágenes del Metro de Nueva York en las que mezcla el género documental con técnicas cine experimental vanguardistas.
En 1959 fundó Drew Associates junto con el director británico Richard Leacock y Robert Drew, editor y corresponsal de la revista Life, desde donde producen numerosos documentales para ABC News y Time Life. El más importante de ellos fue Primary (1960), donde se documenta las campañas de John F. Kennedy y Hubert Humphrey para las primarias del Partido Demócrata en 1960. También destacaron Crisis (1963), crónica del conflicto entre Robert Kennedy y el gobernador de Alabama, George Wallace, sobre la integración racial en la escuela.
En 1965, Albert Grossman, representante de Bob Dylan, lo contrató para que documentara la gira de su representado por Inglaterra. El resultado fue Dont Look Back (sin apóstrofo en el título original), considerado como uno de los mejores documentales de todos los tiempos y un hito tanto para la historia tanto del cine como del rock. La escena de apertura de la película —en la que mientras suena Subterranean Homesick Blues se muestra a Dylan, de pie en un callejón, exponiendo y desechando tarjetas con distintas palabras y frases de la canción— es considerada precursora de los actuales vídeos musicales.
En 1968 presentó el documental Monterey Pop, donde recogió las míticas interpretaciones de The Jimi Hendrix Experience, Otis Redding, Janis Joplin, Jefferson Airplane o The Who durante el Festival Internacional de música Pop de Monterey celebrado en junio de 1967.
Durante los siguientes años continuó trabajando para grandes artistas del rock, como John Lennon (a quien había conocido en Inglaterra durante el rodaje de Dont Look Back), Little Richard o Jerry Lee Lewis. Uno de sus más destacados trabajos en esta época es el filme Ziggy Stardust and the Spiders from Mars (1973) que realizó para David Bowie. 
En 1976 comenzó a colaborar con la documentalista Chris Hegedus, con quien contrajo matrimonio en 1982. Junto a ella filmó en 1992 The War Room, documental sobre la campaña de Bill Clinton a las elecciones presidenciales estadounidenses que se convirtió en una de sus obras más reconocidas y les valió la nominación al Óscar al mejor documental. El matrimonio continuó produciendo un gran número de documentales a través de su propia compañía “Pennebaker Hegedus Films”.
En 2012 le fue concedido el Óscar Honorífico por toda su trayectoria profesional.

## Filmografía
- Daybreak Express (1953)
- Baby (1954)
- Opening in Moscow (1959)
- Breaking It Up at the Museum (1960)
- Anatomy of Cindy Fink (1960)
- Primary (1960)
- Jingle Bells (1964) con Robert F. Kennedy
- You're Nobody Till Somebody Loves You (1964)
- Dont Look Back (1967, filmada en 1965) con Bob Dylan
- Something Is Happening (inédita, filmada en 1966) con Bob Dylan
- Eat the Document (1966) con Bob Dylan
- Monterey Pop (1968, filmada en 1967)
- Rainforest (1968)
- Sweet Toronto (1971, filmada 1969) con The Plastic Ono Band
- Alice Cooper’’ (1970)
- Queen of Apollo’’ (1970)
- 1 PM (1971)
- Keep on Rockin' (1969) – sobre Little Richard
- Ziggy Stardust and the Spiders from Mars (1973) con David Bowie
- The Energy War (1978)
- Town Bloody Hall (1979)
- DeLorean (1981) con John DeLorean
- Jimi Plays Monterey (1986) con Jimi Hendrix
- 101 (1989) con Depeche Mode
- The War Room (1993)
- Woodstock Diary (1994)
- Keine Zeit (1996)
- Victoria Williams – Happy Come Home (1997) con Victoria Williams
- Moon Over Buffalo (1997)
- Bessie (1998)
- Down from the Mountain (2000)
- Startup.com (2001)
- Elaine Stritch: At Liberty (2004)
- Only the Strong Survive (2003)
- Al Franken: God Spoke (2006) como productor ejecutivo
- Rock N Roll Music – sobre Chuck Berry
- 65 Revisited (2007) – documental de una hora que acompaña la reedición de Dont Look Back
- Kings of Pastry (2009)

## Premios y distinciones
Premios Óscar
| Año  | Categoría              | Película     | Resultado |
| ---- | ---------------------- | ------------ | --------- |
| 1994 | Mejor documental largo | The War Room | Nominado  |